# Пекельний бункер: Повстання спецназу
«Пекельний бункер: Повстання спецназу» — кінофільм режисера Кейрана Паркера, що вийшов на екрани в 2013 році.

## Зміст
Після нападу на колону німецьких солдатів в руки спецгрупи Червоної Армії потрапляють секретні документи, в яких міститься інформація про місце розташування таємничої нацистської лабораторії. Командир Долохов приймає рішення знайти і ліквідувати лабораторію, але раптовий напад прирікає його на полон і суще пекло в підземеллях таємничого бункера.

## Ролі
| Актор           | Роль  |
| --------------- | ----- |
| Брайан Ларкін   | -     |
| Іван Камараш    | -     |
| Майкл Маккеллен | -     |
| Велібор Топик   | -     |
| Лоуренс Посс    | -     |
| Бен Ламберт     | -     |
| Алек Утгофф     | Костя |
| Вінс Дочерті    | -     |
| Гарет Моррісон  | -     |
| Лео Хорсфілд    | -     |

## Знімальна група
- Режисер — Кейран Паркер
- Сценарист — Рей Брантон
- Продюсер — Арабелла Пейдж Крофт, Кейран Паркер, Джемі Кармайкл
- Композитор — Ел Хардіман, Патрік Йонсон